# Hedychium wardii
Hedychium wardii là một loài thực vật có hoa trong họ Gừng. Loài này được C.E.C.Fisch. mô tả khoa học đầu tiên năm 1936.